# О Ён Су
О Ён Су (кор. 오영수; род. 19 октября 1944, Кэпхун-гун, Кэйкидо, Генерал-губернаторство Корея[…], Японская империя) — южнокорейский актёр. Наиболее известен как исполнитель ведущих ролей в фильме Ким Ки Дука «Весна, лето, осень, зима… и снова весна» и сериале «Игра в кальмара», за игру в котором он был удостоен премии «Золотой глобус» в категории «Лучшая мужская роль второго плана в сериале или телефильме». С наградой актёра поздравил президент Южной Кореи Мун Чжэ Ин.

## Творческий путь
О Ён Су родился в окрестностях города Кэсон, который после разделения корейского полуострова первоначально отошёл Южной Корее, но по итогам Корейской войны перешёл под контроль Северной Кореи. Отец О Ён Су погиб на этой войне, а семья бежала южнее и обосновалась в городе Пхаджу, где и прошло детство актёра. Несмотря на бедность семьи, О Ён Су смог окончить Высшую школу искусств университета Чунан, расположенную в Ансоне, и дебютировал на театральной сцене в 1967 году.
Несмотря на то, что даже в Корее широкому зрителю О Ён Су не был известен до выхода сериала «Игра в кальмара», он считается одним из старейшин южнокорейского театра, исполнившим более 200 ролей; в частности, предложение сняться в «Игре в кальмара» поступило к нему во время его выступления в одной из главных ролей в спектакле по пьесе Фридриха Дюрренмата «Визит старой дамы».
В кинематографе О Ён Су дебютировал только в 2002 году, сыграв в комедии «Маленький монах» одну из главных ролей — оставшегося в заброшенном монастыре настоятеля, который пытается спасти от соблазнов этого мира двух своих послушников. Следующая киноработа — съёмки в культовой картине Ким Ки Дука «Весна, лето, осень, зима… и снова весна», которая принесла уже немолодому актёру известность среди профессионалов. В метафоричной ленте, наполненной глубокими смыслами, О Ён Су сыграл одного из монахов. Далее фильмография артиста пополнилась сериалами «Великая королева Сондок» и «Бог войны», а также короткометражным фильмом «Приглашение» (2015).
Снова об О Ён Су заговорили в 2021 году после выхода сериала Netflix «Игра в кальмара», в котором он сыграл 76-летнего старика О Иль Нама / Игрока № 001, у которого диагностирована последняя стадия рака головного мозга. Он говорит, что не хочет ждать смерти дома, поэтому и пришёл на состязания. Пожилого мужчину под номером 001 остальные участники воспринимают как слабое звено и не хотят брать в команду. После выхода телесериала О Ён Су предложили стать «лицом» сети закусочных Kkanbu Chicken, специализирующейся на жареной курице (также это блюдо фигурировало в сериале), но актёр отклонил это предложение.

## Уголовное преследование
25 ноября 2022 года прокуратура Сувона объявила, что О Ён Су было предъявлено обвинение в сексуальных домогательствах, связанных с инцидентом в 2017 году. Расследование по данному делу полиция вела ещё в 2021 году, но тогда дело было закрыто. Теперь по просьбе потерпевшей возобновила расследование прокуратура. 15 марта 2024 года О Ëн Су приговорён к 8 месяцам тюремного заключения условно с испытательным сроком 2 года за домогательства в 2017 году.